# Aião
Aião is een plaats (freguesia) in de Portugese gemeente Felgueiras en telt 908 inwoners (2001).